# Ambon (Morbihan)
Ambon é uma comuna francesa na região administrativa da Bretanha, no departamento Morbihan. Estende-se por uma área de 38,69 km². Em 2010 a comuna tinha 1 931 habitantes (densidade: 49,9 hab./km²).